# Sarah Connolly
Sarah Connolly (ur. 18 marca 1989) – brytyjska zapaśniczka walcząca w stylu wolnym. Zajęła dziewiętnaste miejsce na mistrzostwach Europy w 2012. Piąta na igrzyskach Wspólnoty Narodów w 2014 i szósta w 2010. Brązowa medalistka mistrzostw Wspólnoty Narodów w 2011 roku.